# José Salomón Rondón
José Salomón Rondón Giménez, född 16 september 1989 i Caracas, Venezuela, är en venezuelansk fotbollsspelare som spelar som anfallare för River Plate och Venezuelas landslag.

## Karriär
Den 6 augusti 2018 lånades Rondón ut till Newcastle United på ett låneavtal över säsongen 2018/2019. Den 19 juli 2019 värvades Rondón av kinesiska Dalian Professional. Den 15 februari 2021 lånades Rondón ut till ryska CSKA Moskva på ett låneavtal över resten av säsongen 2020/2021.
Den 31 augusti 2021 värvades Rondón av Everton, där han skrev på ett tvåårskontrakt med option på ytterligare ett år. I januari 2023 värvades Rondón av River Plate, där han skrev på ett treårskontrakt.

## Meriter

### Klubblag
Aragua
- Copa Venezuela: 2007/2008

Zenit
- Premjer-Liga: 2014/2015
- Ryska supersupen: 2015

### Individuellt
- Årets spelare i Newcastle United: 2019